# Nowe Skudzawy
Nowe Skudzawy – wieś w Polsce położona w województwie kujawsko-pomorskim, w powiecie rypińskim, w gminie Skrwilno.
W latach 1975–1998 miejscowość administracyjnie należała do województwa włocławskiego.